# Hilary Douglas Clark Pepler
Harry Douglas Clark Pepler (1878–1951), conocido como Hilary Pepler, fue un pintor, escritor y poeta inglés. Estuvo asociado tanto con Eric Gill como con G. K. Chesterton, trabajando en publicaciones bajo intereses comunes. Junto a Gill y Desmond Chute en 1920 fueron fundadores de una comunidad católica de artesanos en Ditchling, Sussex, que adoptó el nombre de The Guild of St Joseph and St Dominic.

## Obra
- The Care Committee. The Child & the Parent (1914)
- The Devil's Devices or, Control versus Service. With Woodcuts by Eric Gill (1915)
- Three Poems (St. Dominic's Press, 1918)
- Nisi Dominus (1919)
- Concerning Dragons (St. Dominic's Press, 1921)
- The Law the Lawyers Know About (Saint Dominic's Press, 1923)
- The Service for the Burial of the Dead according to the use of the Orthodox Greek Church in London. The Greek Text with a rendering in English (1922)
- In Petra. Being a Sequel to 'Nisi Dominus' (Saint Dominic's Press, 1923)
- Libellus lapidum (1924) with David Jones
- Judas or the betrayal: a play in one act (St. Dominic's Press 1926)
- Pilate - A Passion Play (St Dominic's Press, 1928)
- Plays For Puppets (St. Dominic's Press, 1929)
- A Nativity Play: The Three Wise Men (1929)
- Le Boeuf et L'Ane et deux autres pieces pour marionettes (St. Dominic's Press 1930)
- St. George and the Dragon: A One Act Play (1932)
- Mimes Sacred & Profane (St. Dominic's Press, 1932)
- The Hand Press: An Essay Written and Printed by Hand for the Society of Typographic Arts, Chicago (1934)
- The Field Is Won (1935) play
- The Four Minstrels of Bremen and "The Two Robbers", being more Plays for Puppets (St. Dominic's Press)
- A Letter About Eric Gill (1950)